# Benjamin Kapp
Benjamin Philipp Kapp (9 de julio de 2002) es un deportista alemán que compite en curling. Es hijo del jugador de curling Andreas Kapp y sobrino de Ulrich Kapp.
Ganó una medalla de plata en el Campeonato Mundial de Curling Mixto de 2019 y una medalla de oro en el Campeonato Europeo de Curling Masculino de 2024.

## Palmarés internacional
| Campeonato Mundial Mixto | Campeonato Mundial Mixto | Campeonato Mundial Mixto | Campeonato Mundial Mixto |
| Año                      | Lugar                    | Medalla                  | Prueba                   |
| ------------------------ | ------------------------ | ------------------------ | ------------------------ |
| 2019                     | Aberdeen (Reino Unido)   | Medalla de plata         | Mixto                    |
| Campeonato Europeo       |                          |                          |                          |
| Año                      | Lugar                    | Medalla                  | Prueba                   |
| 2024                     | Lohja (Finlandia)        | Medalla de oro           | Equipo                   |